# Archanara rosearadiata
Archanara rosearadiata là một loài bướm đêm trong họ Noctuidae.